# یک قرن سینما
یک قرن سینما (به انگلیسی: A Century of Cinema) یک فیلم مستند آمریکایی محصول ۱۹۹۴ به کارگردانی کارولین توماس دربارهٔ هنر فیلمسازی (همزمان با صدمین سالگرد سینما) است که مصاحبه‌های متعدد با برخی از تأثیرگذارترین شخصیت‌های سینمایی قرن بیستم را شامل می‌شود.

## شخصیت‌های برجسته مصاحبه‌شده
- ریچارد اتنبرا
- دن اکروید
- کیم بیسینگر
- میلتون برل
- جرج برنز
- تیم برتون
- نیکلاس کیج
- مارج چامپیون
- جرالدین چاپلین
- چوی چیس
- راجر کورمن
- کوین کاستنر
- بیلی کریستال
- تونی کرتیس
- جو دانته
- کرک داگلاس
- رابرت داونی جونیور
- کلینت ایستوود
- آلیس فی
- سالی فیلد
- جین فوندا
- هریسون فورد
- مورگان فریمن
- کاترین گریسون
- جک هیلی، جونیور
- چارلتون هستون
- باب هوپ
- آنتونی هاپکینز
- باب هاسکینز
- نورمن جویسون
- جسیکا لنگ
- اسپایک لی
- شرلی مک‌لین
- بت میدلر
- ان میلر
- لایزا مینلی
- دمی مور
- مورین اوهارا
- سیدنی پوآتیه
- ریچارد پرایر
- دنیس کواید
- برت رینولدز
- جولیا رابرتس
- سزار رومرو
- میکی رونی
- مگ رایان
- مارک رایدل
- آرنولد شوارتزنگر
- استیون اسپیلبرگ
- سیلوستر استالونه
- جیمز استوارت
- مریل استریپ
- دونالد ساترلند
- جسیکا تندی
- پل ورهوفن
- دنزل واشینگتن
- شلی وینترز
- رابرت وایز